# 戦国七雄

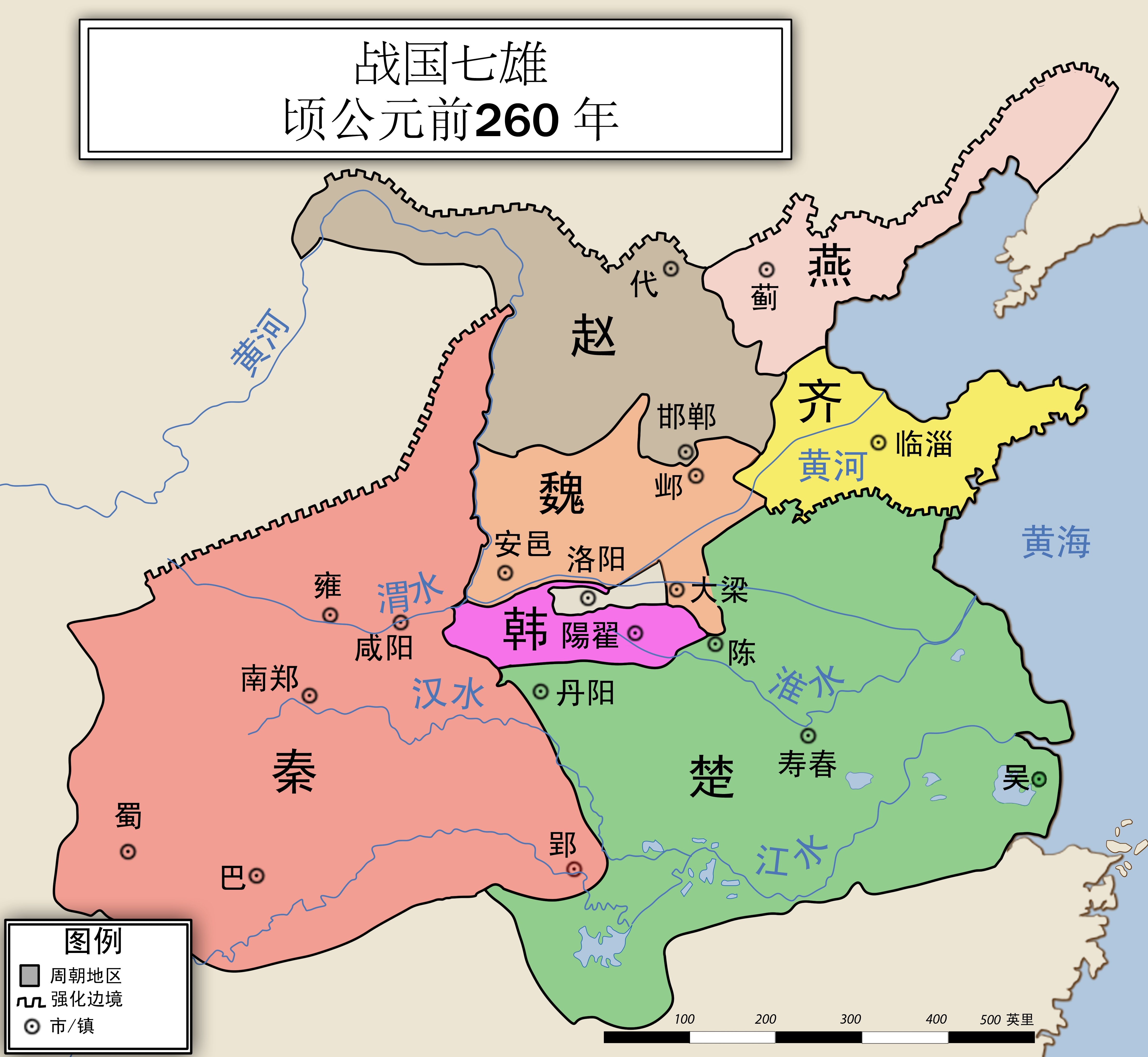
紀元前260年の戦国七雄

戦国七雄（せんごくしちゆう）は、中国の戦国時代に有力だった七国を指す言葉。稀にその七国の君主を指す場合もある。

## 概要
春秋時代の中国には邑の連合体から成る数多くの国家が存在したが、弱小国は大国に次々と併呑されていき、領域国家へと成長を遂げた秦・楚・斉・燕・趙・魏・韓の七国に収斂した。この七国を戦国の七雄ともいう。春秋時代には周王の権威に挑戦して王を称したのは長江中流の楚に下流の呉と越の君主だけであり、主として黄河流域の華北の国々は天子である周王室の権威を尊重して王の臣下たる諸侯を称したが、戦国時代に入ると華北の大国までもが次々と天子たる王を自称するようになった。秦と斉の君主に至っては、一時期であるが西帝・東帝を名乗っていた事もあった。
しかしこの七国以外にも、衛・魯など弱小ながらも存続していた国もあり、宋や中山は七国には及ばぬまでもそれなりに力を持っており、同じく君主が王を自称していた。また勢力が衰えたとはいえ、周王朝も存続していた。
最終的には秦の始皇帝によって他の六国やその他の小国は滅ぼされる事となり、唯一残ったのは戦国七雄には含まれない小国・衛だけであった。衛が滅ぼされるのは二世皇帝の治世に入った後であった。
また、秦王朝末期から前漢成立までの一時期には、秦以外の六国全てが復興している。しかしそのうち、趙は本来の王が別国に封じられ、宰相が趙王となった。また魏は項羽に領土を削られて西魏となった。楚の懐王は反秦の盟主に祭り上げられ、後に義帝となるが、やがて項羽に殺され、楚漢戦争期には西楚の覇王を称する項羽の勢力が楚と呼ばれた。これら諸国は項羽ないし漢の劉邦によって再び滅ぼされた。

## 戦国七雄一覧
| 王朝 | 期間                         |
| ---- | ---------------------------- |
| 秦   | 紀元前1100年頃 - 紀元前206年 |
| 楚   | 紀元前1100年頃 - 紀元前223年 |
| 斉   | 紀元前386年 - 紀元前221年    |
| 燕   | 紀元前1100年頃 - 紀元前222年 |
| 趙   | 紀元前403年 - 紀元前228年    |
| 魏   | 紀元前403年 - 紀元前225年    |
| 韓   | 紀元前403年 - 紀元前230年    |